# Frank Roosevelt
Frank Roosevelt, voluit Franklin Delano Roosevelt III (19 juli 1938), is een Amerikaans hoogleraar economie.

## Levensloop
Roosevelt is de zoon van Franklin Delano Roosevelt jr en kleinzoon van oud-president Franklin Delano en zijn vrouw Eleanor, en daarmee telg uit de Roosevelt- en Delano-families.
Hij behaalde zijn bachelorgraad in economie aan de Yale-universiteit in 1961 en zijn economische mastergraad aan de Columbia-universiteit in 1968. In 1976 slaagde hij voor zijn doctorstitel met zijn proefschrift Towards a Marxist Critique of the Cambridge School. Tussendoor diende hij van 1961 tot en met 1963 als vaandrig en lieutenant (junior grade) op een mijnenveger in Sasebo in het Japanse Nagasaki.
In de jaren zestig en zeventig doceerde hij aan de Columbia-universiteit, de New School for Social Research en het Vassar College tot hij in 1977 hoogleraar economie werd aan het Sarah Lawrence College in Yonkers.
Tussen 1970 en 1972  was hij redactioneel bestuurslid van het Review of Radical Political Economics. Sinds 1977 is hij associate, en van 1990 tot en met 1993 gedeeld voorzitter, voor het seminar The Political Economy of War and Peace van de Columbia-universiteit.
In economisch perspectief is hij een voorstander van de theorie van John Maynard Keynes en tijdens de Kredietcrisis begin 21e eeuw bepleitte hij grotere financiële injecties dan zijn grootvader destijds in het kader van de New Deal uitvoerde.
Hij bracht verschillende publicaties uit, waarin zijn onderzoek voornamelijk gericht is geweest op de verschillen tussen het kapitalisme en marxisme en de investeringspolitiek in Zuid-Afrika.